# Biały Dom (Łazienki Królewskie)

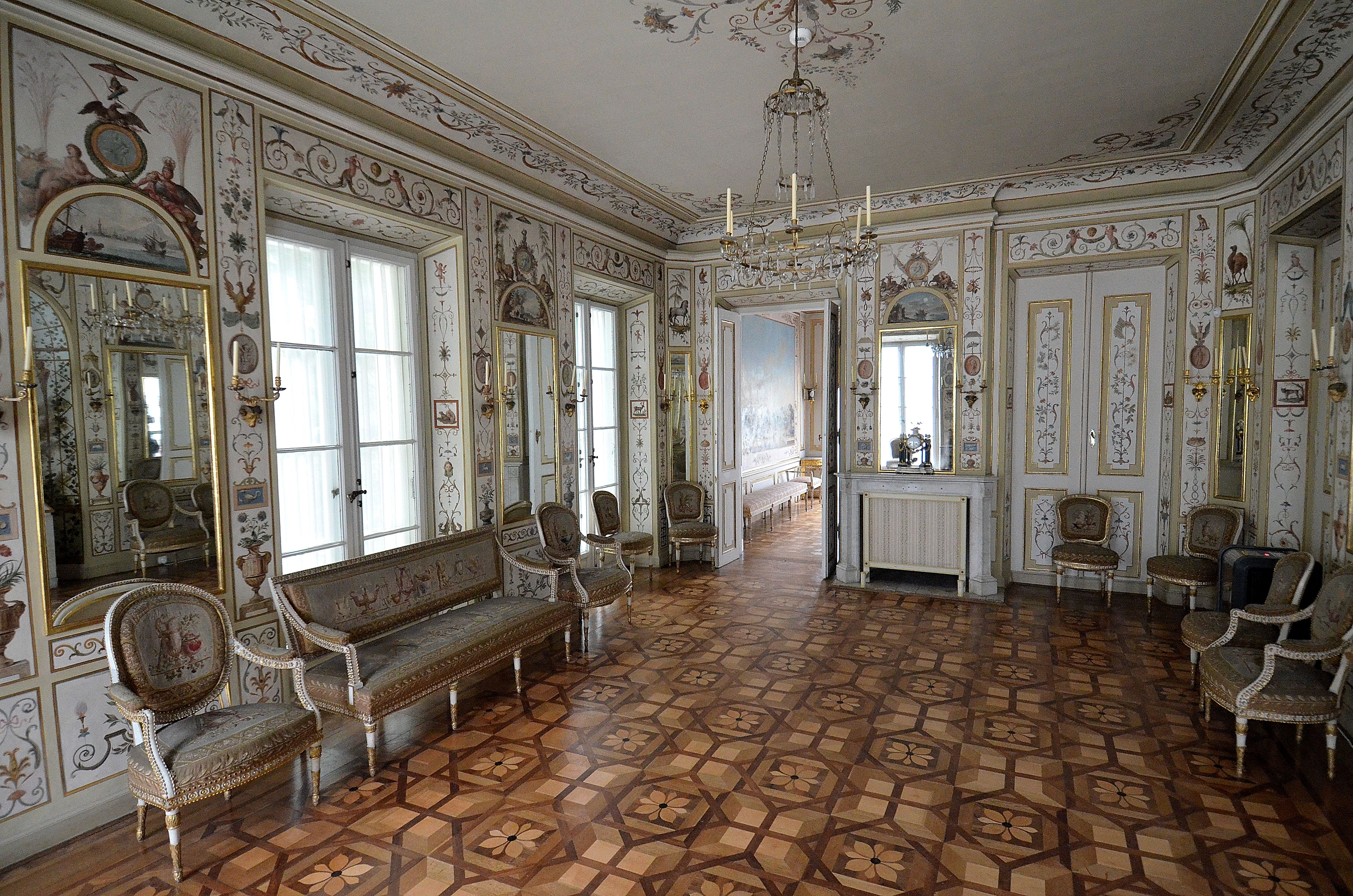
Sala jadalna

Biały Dom, także Biały Domek – klasycystyczny budynek znajdujący się w Łazienkach Królewskich w Warszawie. Wzniesiony w latach 1774–1776 według projektu Dominika Merliniego, który nadał mu cechy podmiejskiej, letniej willi.
Jest pierwszym obiektem zbudowanym w Łazienkach przez Stanisława Augusta Poniatowskiego.

## Opis
Drewniana budowla na planie kwadratu z tynkową powłoką o jednakowym kształcie fasad ozdobiona jest na krawędzi dachu balustradą oraz belwederkiem w środku. Centrum budynku zajmuje klatka schodowa, wokół której usytuowane są pokoje: sala jadalna, bawialnia, sypialnia, gabinet ośmiokątny, garderoby i pomieszczenia sanitarne.
Ściany fundamentowe pałacyku są bardzo grube, w niektórych miejscach mają 2,5 metra grubości. Miało to uchronić konstrukcję stojącą na bagnistym terenie przed rozsunięciem. Taką samą funkcję pełni również, biegnący dookoła murów, istniejący do dziś, podziemny kanał odprowadzający wodę. Przed południową fasadą znajduje się wsparty na postaci Fauna zegar słoneczny z 1776.
W 1778 według projektu Jana Chrystiana Kamsetzera wytyczono Promenadę Królewską – szeroką aleję łączącą Biały Domek z pałacem Na Wyspie.
W latach 1801–1805 (według innego źródła 1801–1804) w okresie letnim w Białym Domku mieszkał przebywający na wygnaniu, pod nazwiskiem hrabiego de Lille, król Francji Ludwik XVIII.
Budynek nie został zniszczony w czasie II wojny światowej. Po remoncie, Biały Domek został udostępniony do zwiedzania w 1968.
8 maja 2013, w dniu imienin króla, w pobliżu Białego Domku ustawiono popiersie Stanisława Augusta Poniatowskiego (odlew rzeźby André Le Bruna z 1992).
W 2019 zakończono remont budynku, podczas którego m.in. odsłonięto oryginalne partie polichromii i fragmenty malowideł znajdujące się w sypialni.